# Johann George Besold
Johann George Besold (* 21. Dezember 1580 in Tübingen; † 6. Oktober 1625 ebenda) war ein deutscher Jurist und Privatrechtler.

## Leben
Sein Bruder war der Jurist und Staatsrechtler Christoph Besold (1577–1638). Besold studierte Jura an der Universität Tübingen, wo er 1605 zum Doktor der Rechte promoviert wurde. 1621 wurde er Professor am juristischen Kollegium in Tübingen. Er verfasste zahlreiche kleinere Schriften über württembergisches Privatrecht, die teilweise in die Sammelwerke seines älteren Bruders eingingen.
Auf seinen Tod hielt der Jurist Martin Neuffer eine Leichenrede, die 1626 gedruckt in Tübingen erschien.